# Kalowswerder

Kalowswerder auf einem Plan von 1905

Kalowswerder (auch: Der Kalowswerder) ist der historische Name einer Ortslage im Berliner Ortsteil Charlottenburg. Der Bahnhof Jungfernheide, die Ringbahnstrecke und das Gebiet nördlich davon gehören zum Ortsteil Charlottenburg-Nord.

## Lage und Geschichte
Kalowswerder wird im Süden und Westen von der Spree begrenzt, im Norden von der Berliner Ringbahn bzw. dem Westhafenkanal sowie im Osten vom Charlottenburger Verbindungskanal. Der Name geht auf einen bereits im Spätmittelalter erwähnten Hof Casow auf dem Gelände nördlich der Spree zurück.
Nachdem sich in der Mitte des 19. Jahrhunderts bereits einige kleine Fabriken in Kalowswerder angesiedelt hatten, nutzte die damals noch selbstständige Stadt Charlottenburg das Gebiet seit den 1890er Jahren für ihre Expansion nach Norden. Als Mittelpunkt des neuen Stadtviertels wurde der Gustav-Adolf-Platz (der heutige Mierendorffplatz) angelegt. Am Tegeler Weg entstand der repräsentative Bau des Königlichen Landgerichts III Berlin. Mit dem Gaswerk an der Gaußstraße und dem Kraftwerk Charlottenburg am Spreeufer wurde Kalowswerder zum zentralen Standort für die Energieversorgung Charlottenburgs. Verkehrlich wurde Kalowswerder durch den 1894 eröffneten Bahnhof Jungfernheide der Berliner Ringbahn erschlossen. An der Caprivibrücke wurde am nördlichen Spreeufer 2013 der Österreichpark (vorher: Sömmeringanlage) eröffnet.
Die Bezeichnung Kalowswerder wird heute im allgemeinen Sprachgebrauch nur noch selten verwendet. Gebräuchlicher ist der Bezug auf den zentral gelegenen Mierendorffplatz, sodass meist vom Mierendorffkiez, gelegentlich auch von der Mierendorff-Insel die Rede ist. Kalowswerder gehört zum Bundestagswahlkreis Berlin-Spandau – Charlottenburg Nord.

Impressionen aus Kalowswerder
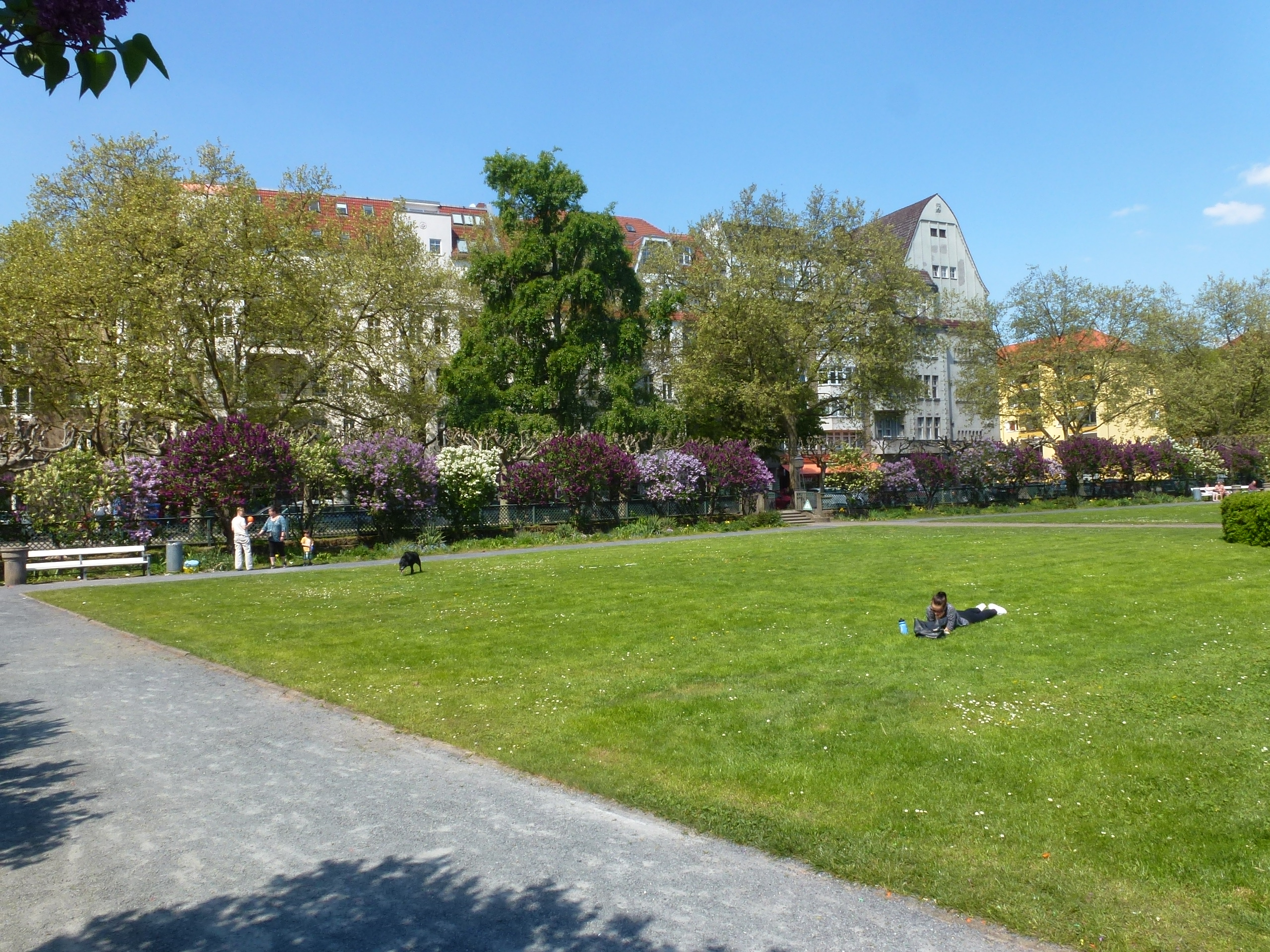
Mierendorffplatz
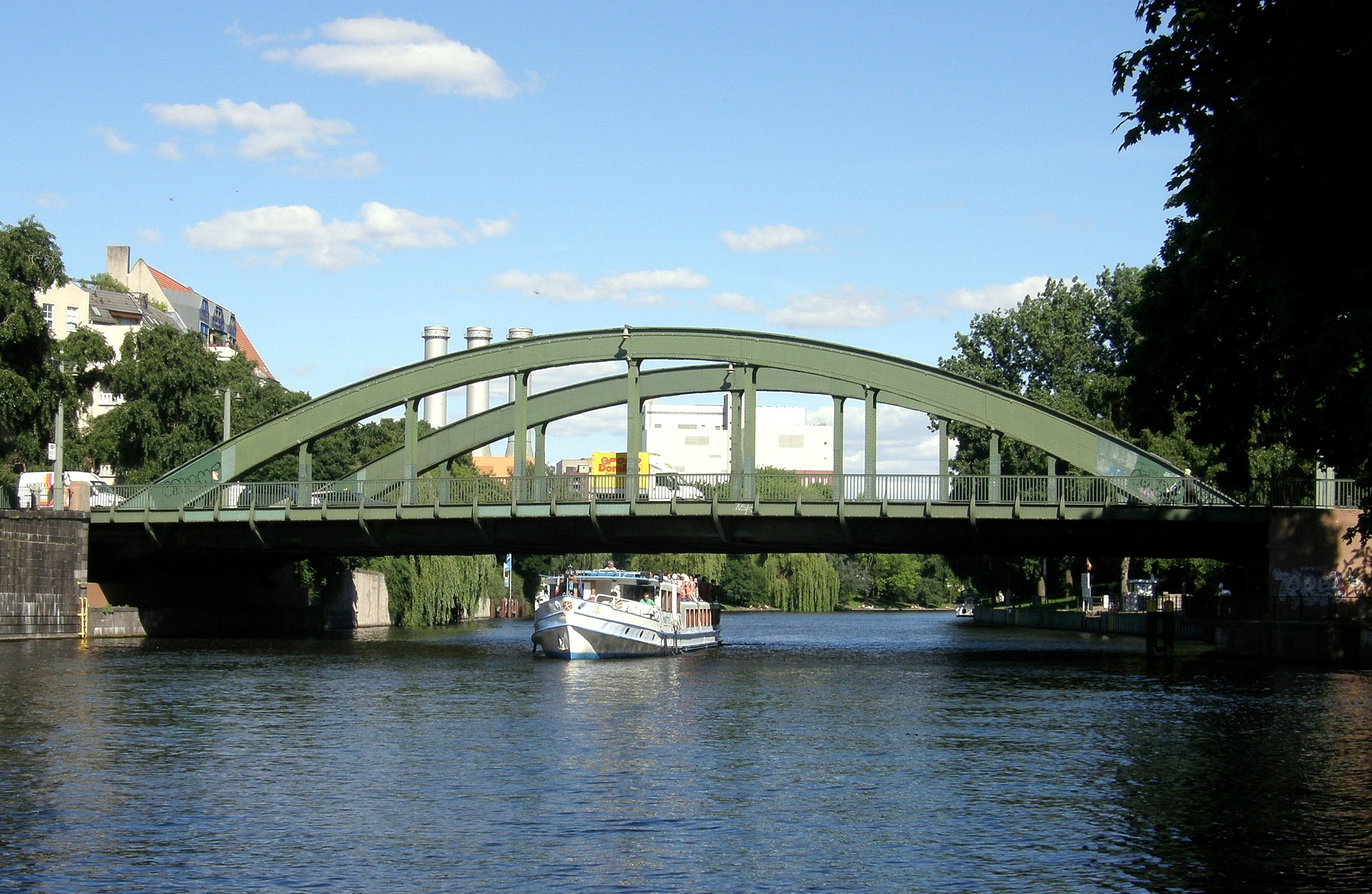
Die Schlossbrücke verbindet Kalowswerder mit der Altstadt Charlottenburg
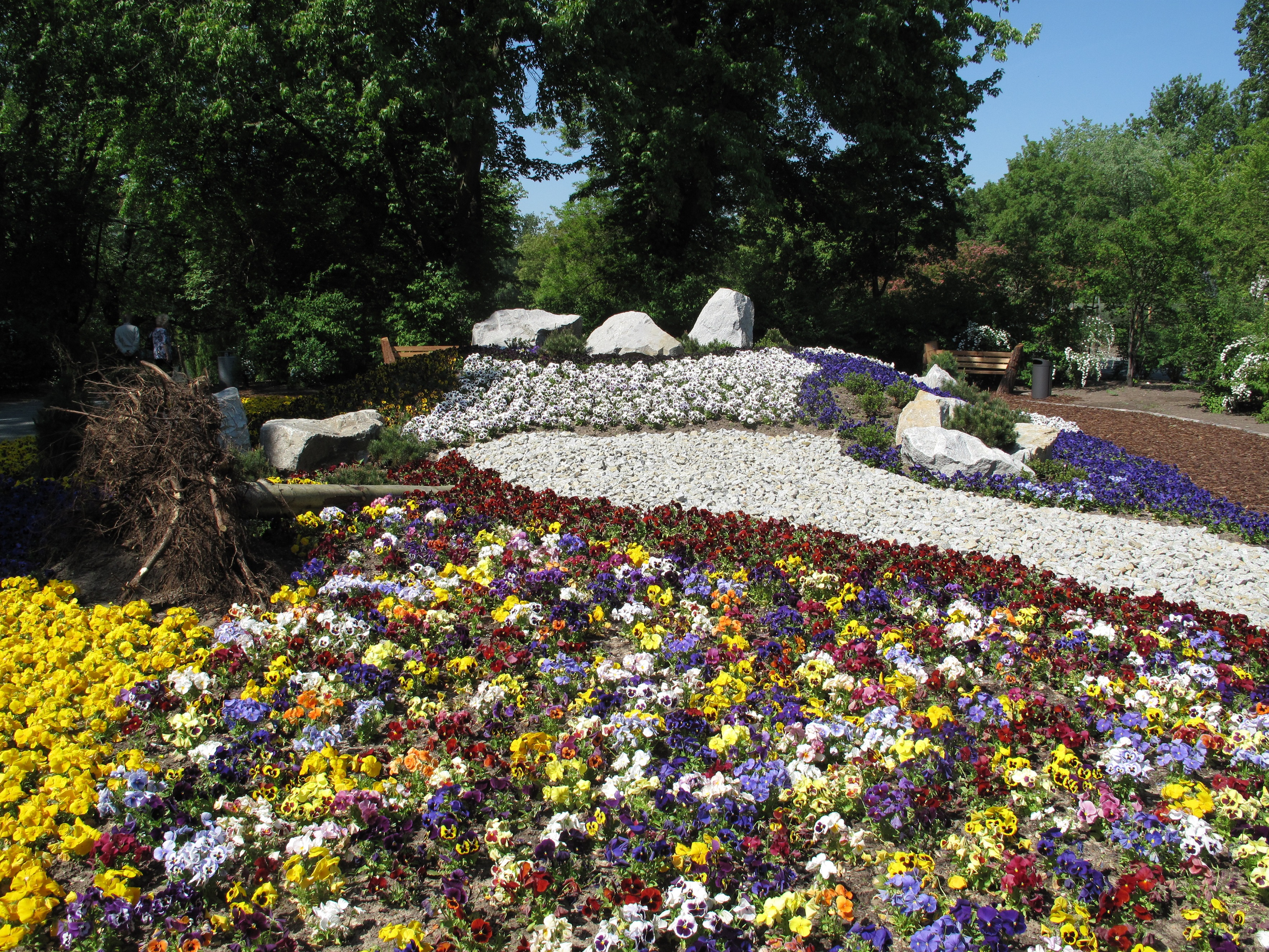
Alpiner Steingarten im Österreichpark
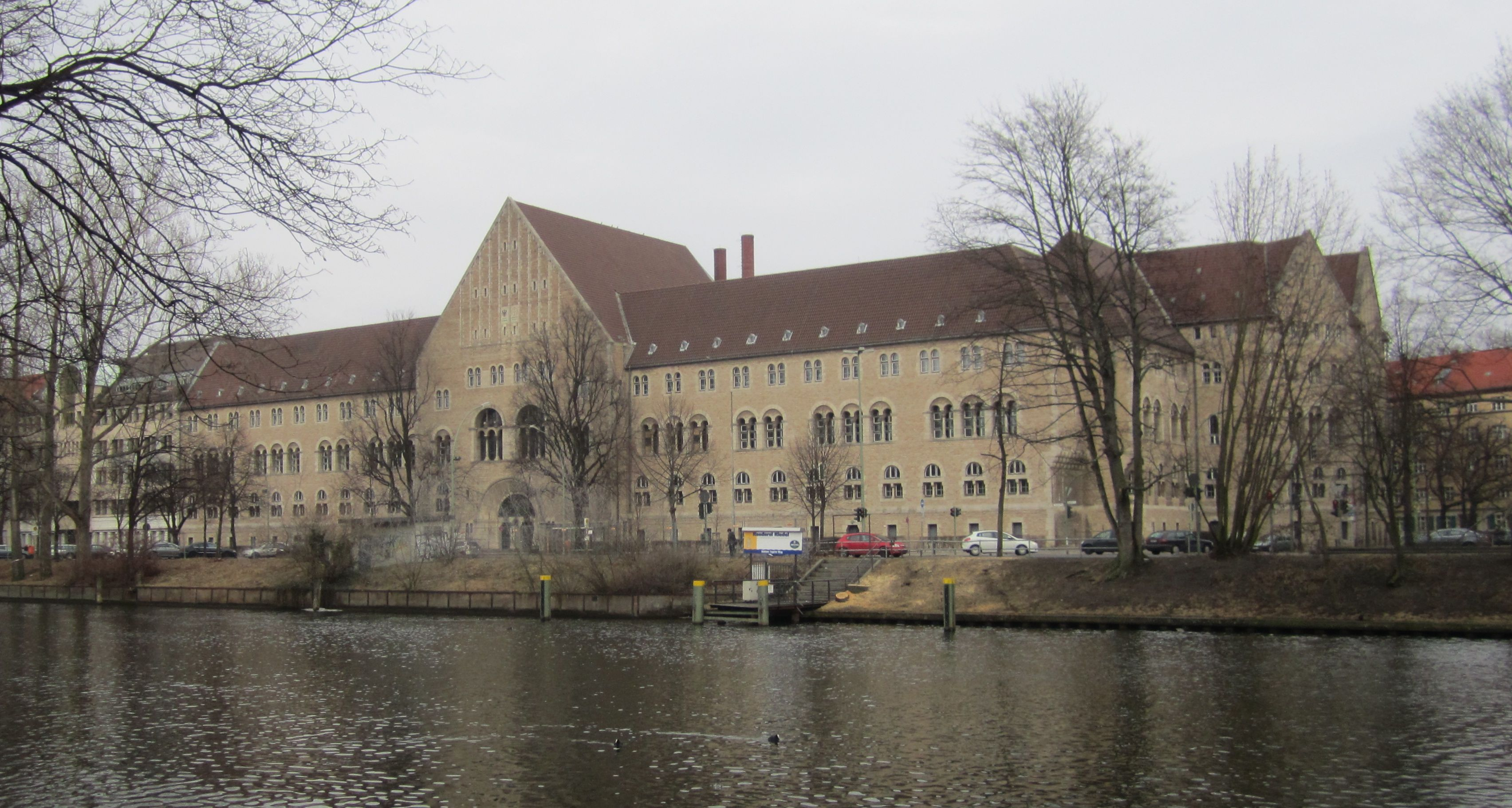
Landgericht am Tegeler Weg
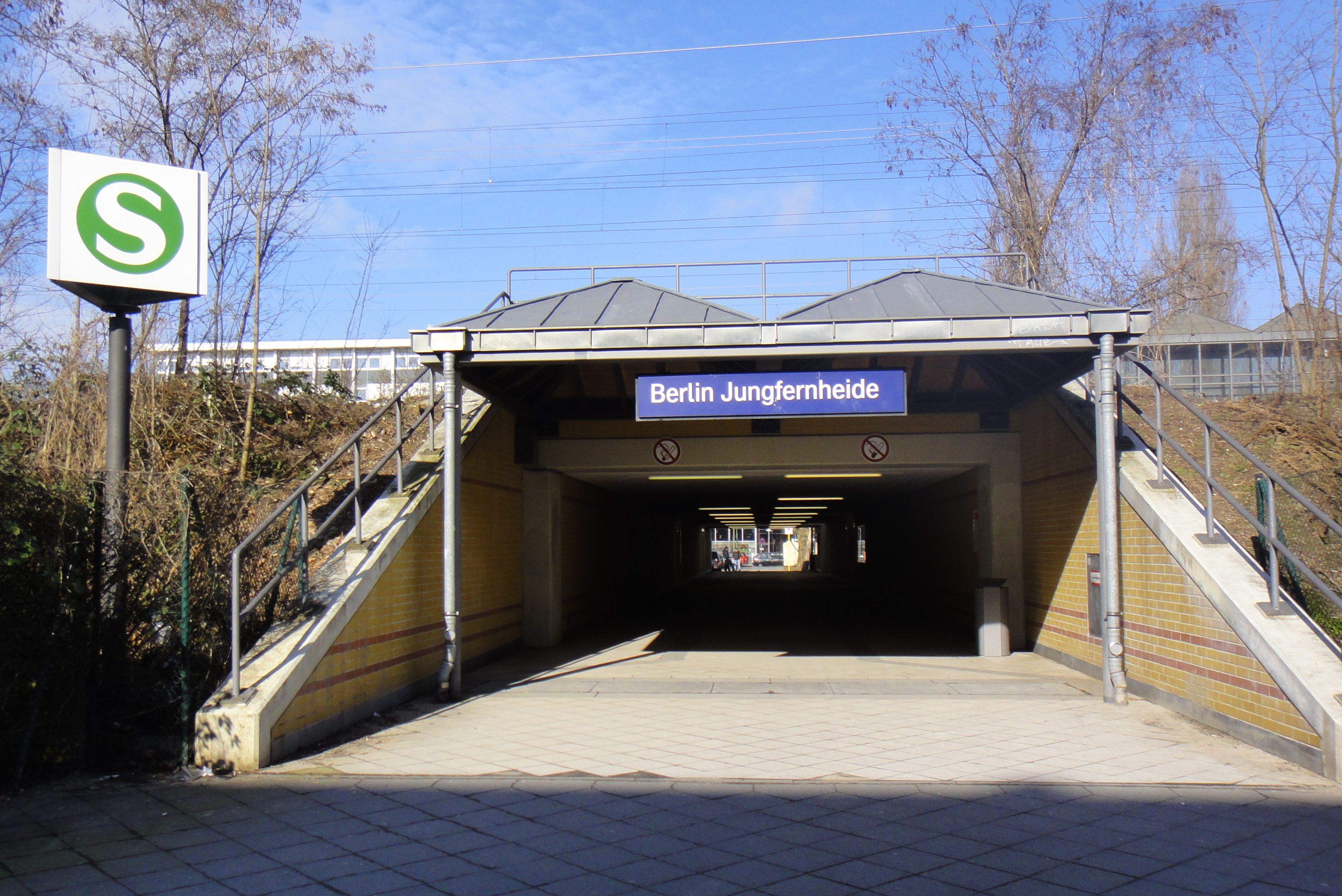
Bahnhof Jungfernheide